# Barranc dels Corralets
El barranc dels Corralets és un barranc de l'antic terme de Benés, de l'Alta Ribagorça, tot i que administrativament pertany al terme de Sarroca de Bellera, al Pallars Jussà.
Es forma a 1.755 m d'altitud per la unió dels barrancs del Pla, que procedeix del nord, i de la Roqueta, que prèviament ha recollit el barranc de les Basses, que prové del nord-est. Des de la seva formació davalla cap al sud-oest cap al fons de la vall, de forma paral·lela al Serrat dels Corralets. A mig camí rep per l'esquerra el barranc de la Pala Gran. Finalment, s'uneix a la Valiri a l'extrem sud-oest del Serrat dels Corralets.